# 米連科·茨爾尼亞茨
米連科·茨爾尼亞茨（1960年9月5日—），少将军衔，参加过克罗地亚独立战争，1996年3月12日經总统弗拉尼奥·图季曼晉升为中将，并出任共和国总统府軍事事務主任。2001年退休。

## 作品
- 《Vojno redarstvena operacija Oluja: uloga i značaj ZP Karlovac》（2010年）
- 《Tada je trebalo imati petlju!》（2017年）